# Adetomiwa Adebawore
Adetomiwa Adebawore (Kansas City, Misuri; 4 de marzo de 2001) es un jugador profesional estadounidense de fútbol americano, se desempeña en la posición de defensive end en Indianapolis Colts, en la National Football League (NFL).

## Carrera
Hizo su debut profesional con el equipo Indianapolis Colts, lleva jugando una temporada, comenzó en el 2023.